# Bonevîci, Starîi Sambir
Bonevîci (în ucraineană Боневичі) este un sat în comuna Nove Misto din raionul Starîi Sambir, regiunea Liov, Ucraina.

## Demografie
Componența lingvistică a localității Bonevîci
     Ucraineană (99,43%)
     Alte limbi (0,43%)
Conform recensământului din 2001, majoritatea populației localității Bonevîci era vorbitoare de ucraineană (99,43%), existând în minoritate și vorbitori de alte limbi.